# Garden City (Minnesota)
Garden City – jednostka osadnicza w Stanach Zjednoczonych, w stanie Minnesota, w hrabstwie Blue Earth.